# 昌姓
昌姓是一個中國人的姓氏，据称起源于黄帝。该姓较罕见，在宋版《百家姓》中排名第51位。

## 起源
黃帝有二十五個兒子，其中有二子為嫘祖所生，長子為玄囂，次子昌意。據載黃帝二十九年，嫘祖於若水（雅安滎經）生昌意。黃帝七十七年令昌意降居於四川若水。其後昌意娶蜀山氏女昌僕為妻，生有一子顓頊。後來昌意北遷至中原，建昌意城（今河南樂西北），顓頊後為部落首領，生鯀，鯀生大禹。

## 分布
今河南洛阳，河南内乡，天津武清，山东平度、昌乐，山西长治，陕西韩城，湖南芷江，益阳，桃江，湖北仙桃市、潜江市、武汉市、黄石市、孝昌县，安徽六安市、巢湖市、金寨县；江西崇仁，福建清流，广东新会，云南马关、泸水，四川等地均有分布。

## 延伸阅读
[在维基数据编辑]
 《百家姓》
 《欽定古今圖書集成·明倫彙編·氏族典·昌姓部》，出自陈梦雷《古今圖書集成》